# Железная дорога Балтийского завода
Железнодоро́жная систе́ма Балти́йского заво́да — сеть железнодорожных подъездных путей колеи 1520 мм на Васильевском и Гутуевском островах в Санкт-Петербурге.
Железная дорога была основана в 1870-х годах для перемещения по территории завода грузов, которые затруднительно было перемещать гужевым транспортом, и поначалу была полностью изолированной, а для доставки материалов и подвижного состава приходилось делать перевалку с использованием водного транспорта. К 1908 году такая ситуация стала неприемлемой, так что для сокращения транспортных расходов и времени, затрачиваемого на доставку груза, Балтийский завод построил для нужд дороги паром-ледокол, способный вместить локомотив и 4 гружёных вагона; также были обустроены пристани для него на заводе и на Гутуевском острове. Это сделало использование железной дороги заметно более дешёвым и быстрым, чем любые другие методы доставки грузов на Васильевский остров, так что к концу 1920-х годов были проложены пути на соседние с Балтийским заводом предприятия, уложены несколько сотен метров пути на Галерном острове и на территории Адмиралтейских верфей, а также появился подъездной путь, соединявший сеть с линиями трамвая. После Великой Отечественной войны железнодорожная сеть завода несколько сократилась: были разобраны подъездные пути на соседние предприятия и к трамвайной системе, Адмиралтейские верфи также отказались от использования железнодорожного транспорта. После распада СССР транспортное хозяйство было сдано в аренду частной транспортной фирме, в использовании которой оно оставалось до 2015 года. На 2022 год система действовала.
Система Балтийского завода соединена с сетью Российских железных дорог на станции Новый Порт «Путиловской линии», где заводу принадлежит подъездной путь от станции к паромной пристани. Основная часть сети связана с внешним миром только посредством парома, при этом она имеет глухое пересечение с трамвайными путями на Косой линии, что, по мнению некоторых исследователей железных дорог, делает её не изолированной, а полуизолированной.

## История

### В Российской империи

Территория завода на 1873 (красным) и 1898 (красным и белым) годы, чёрными линиями и кругами показаны железнодорожные пути и поворотные круги

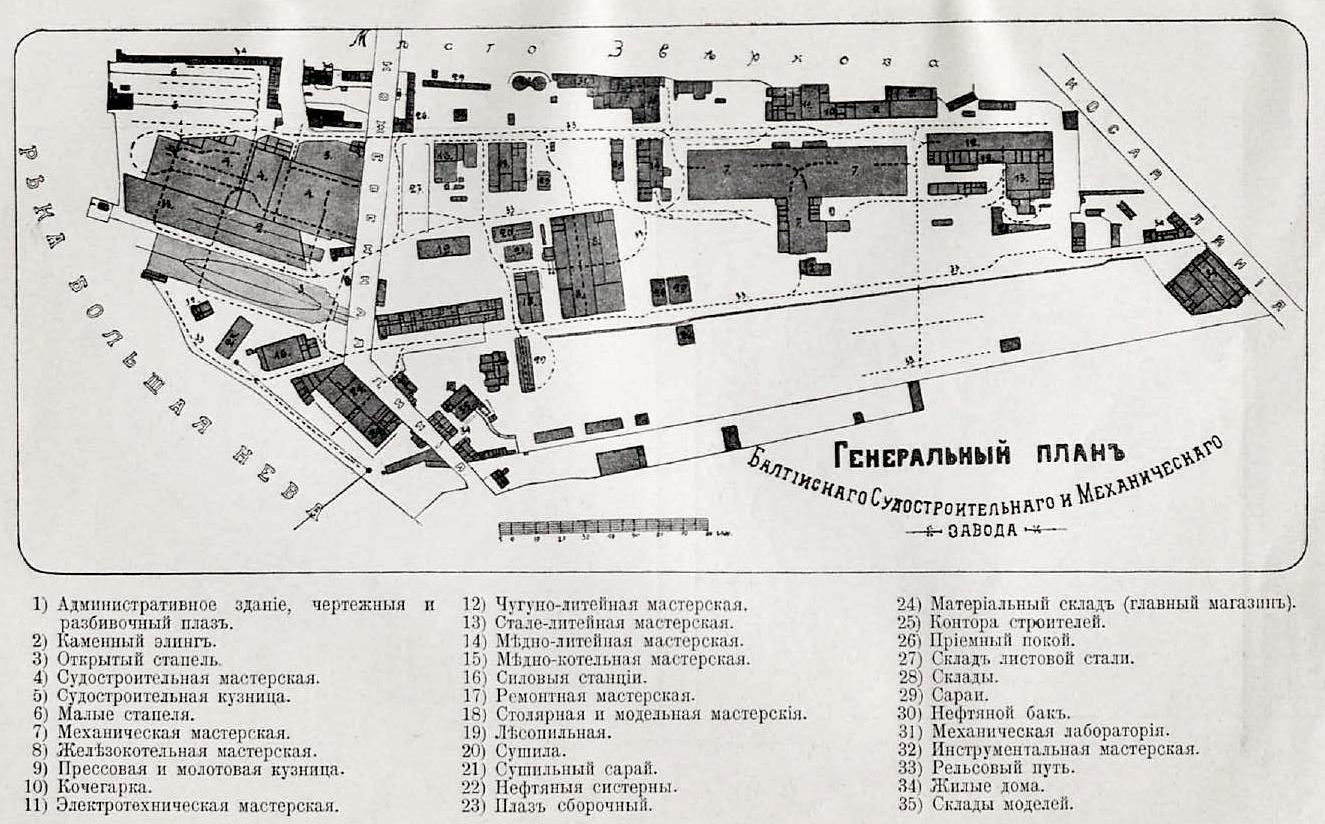
План завода на 1911 год из 4 тома Военной энциклопедии Сытина, пунктирными линиями обозначены железнодорожные пути

Балтийский завод был основан в 1856 году петербургскими предпринимателями Карром и Макферсоном как «Литейный, механический и судостроительный завод». Однако к 1871 году неумелое ведение дел поставило завод на грань банкротства, поэтому в феврале 1873 года Балтийский завод был передан под управление английского акционерного общества. Новые хозяева сразу занялись модернизацией, в частности, по территории завода были проложены железнодорожные пути для перемещения тяжёлых грузов посредством локомотивов. Необходимо это было потому, что завод состоял из двух частей: «Механической стороны» и «Корабельной стороны». На первой, расположенной между Косой и Кожевенной линиями, производили паровые котлы и машины, занимались кузнечными работами; на второй же, между берегом Невы и Кожевенной линией, собирали корабельные корпуса. Из-за невозможности сделать кривые в некоторых местах были оборудованы поворотные круги.
Несмотря на модернизацию, из-за такого же неумелого управления, как и раньше, завод практически сразу вернулся в бедственное состояние. Вдобавок в мае 1878 года произошёл крупный пожар. При этом предпринимались различные попытки увеличить доходность завода, одной из которых было перепрофилирование нового железопрокатного цеха на производство локомотивов. Ситуацию это не спасло, и завод в 1893 году был продан в казну. Под государственным управлением локомотивное производство было ликвидировано.
Следующий этап роста железнодорожной сети на заводе пришёлся на 1893—1903 годы. За этот период протяжённость путей здесь выросла более чем в 7 раз и на 1903 год составила 8920 метров. В 1908 году заводом для собственных нужд был построен паром-ледокол на паровой тяге водоизмещением 450 тонн, способный перевозить 4 гружёных вагона вместе с заводским паровозом. Корпус парома имел длину по килю 142 фута, ширину 32 фута и паровой двигатель. Дополнительно на пароме имелся дизельный двигатель мощностью 500 лошадиных сил.

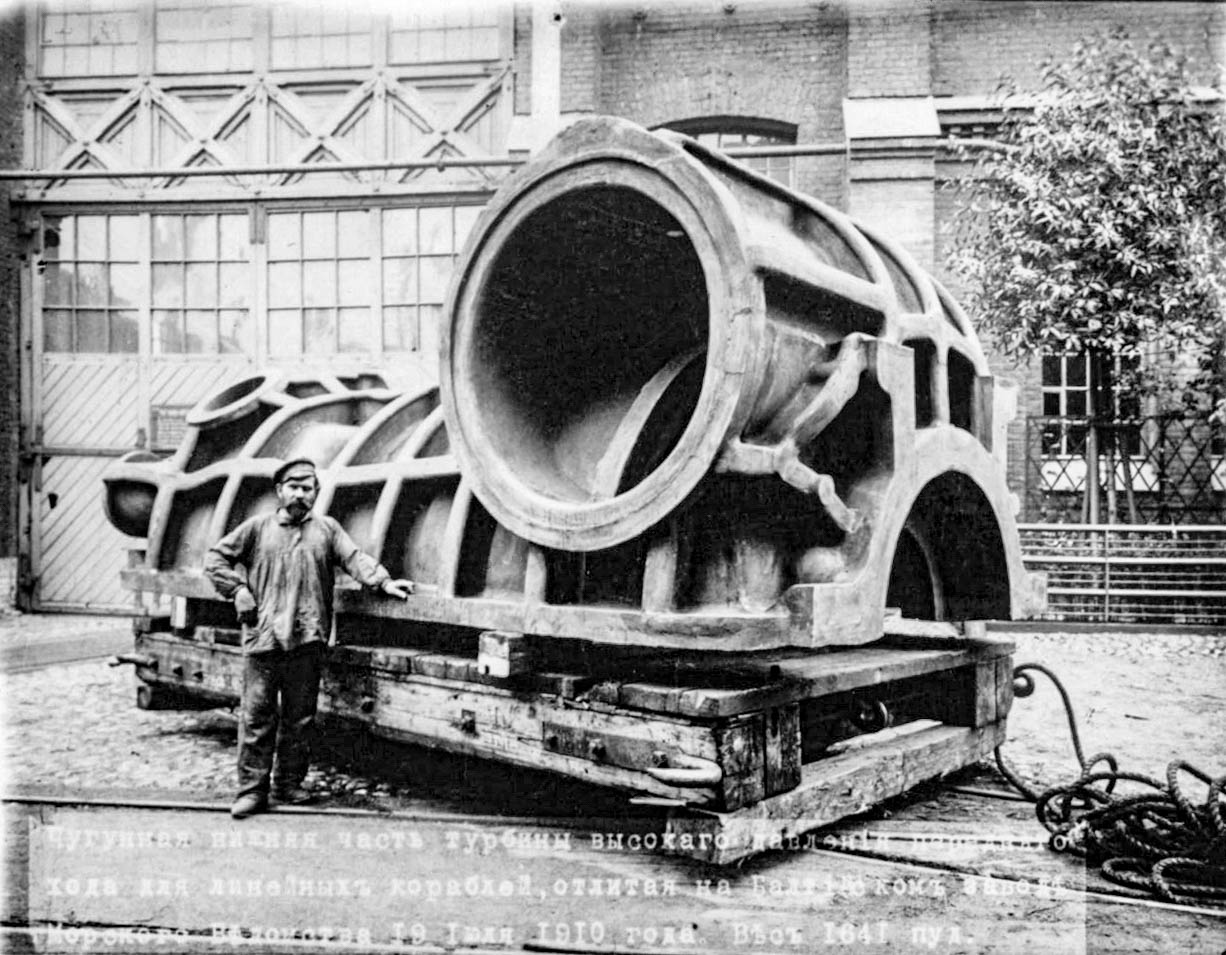
Отливка нижней части турбины на вагонетке
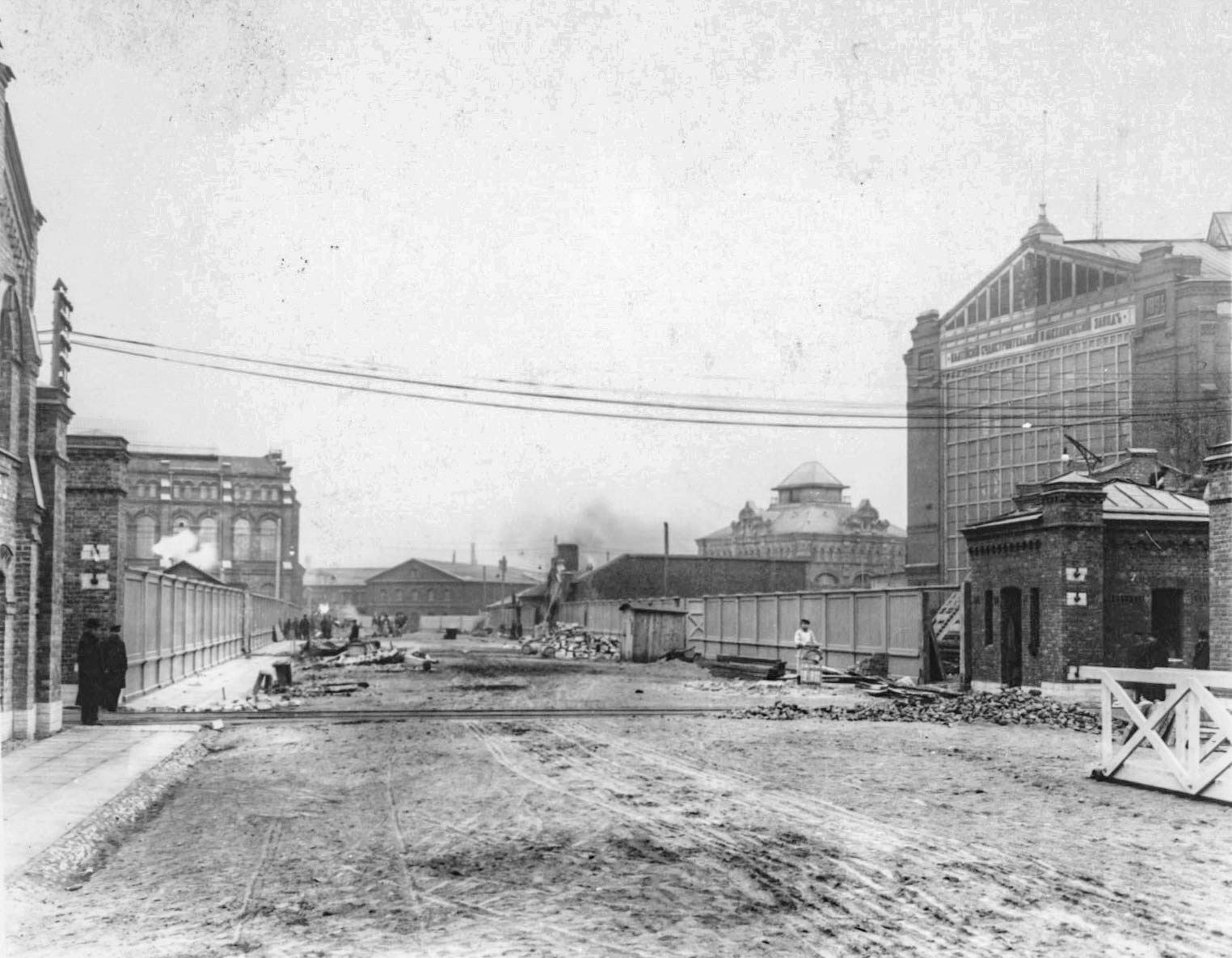
Железнодорожный переезд через Кожевенную линию

В 1912 году Балтийский завод получил заказ на строительство двух линейных крейсеров особо крупного размера, в связи с чем встал вопрос об организации доставки на стапель большого количества материалов. В это время Министерство путей сообщения разрабатывало проект расширения Санкт-Петербургского железнодорожного узла, в рамках которого в том числе предполагалось проложить железнодорожную ветку от станции Старая Деревня через Крестовский, Петровский острова и остров Голодай к Гавани с устройством станции в районе будущего Морского вокзала. От станции проектировался подъездной путь, который должен был соединить железную дорогу завода с сетью страны. В жизнь эти планы воплощены не были, а в 1913 году организовали постоянную железнодорожную переправу между сетью завода и станцией Новый Порт на Гутуевском острове, где были сооружены две пристани.
В 1915 году причальная набережная на территории завода была удлинена, на ней появилась новая паромная пристань. Вдобавок завод в принудительном порядке приобрёл соседние участки, расширив свою территорию. На новой территории сразу же были уложены железнодорожные пути для связи новых цехов с остальными. В конце 1916 года на Балтийском заводе стали заниматься ремонтом железнодорожных вагонов и паровозов, так как имевшиеся в России заводы железнодорожного ведомства не справлялись с возросшим объёмом ремонтных работ в ходе Первой мировой войны. Паровозы подвозились на станцию Новый Порт и далее паромом переправлялись на территорию завода.

### В СССР
После революционных событий и последовавшей за ними Гражданской войны путевое хозяйство завода находилось в упадке. В августе 1919 года для исправления этой ситуации на завод были направлены рабочие 1-го участка Николаевской железной дороги, которые в период до ноября занимались спрямлением и переустройством главного пути: был ликвидирован последний поворотный круг на нём, изменены стрелки, а стрелочные переводы переустроены так, чтобы имелась возможность проезда телеги с обеих сторон полотна. Всё это делалось на участке главного пути от паромной пристани до ворот у дома № 16 по Косой линии.

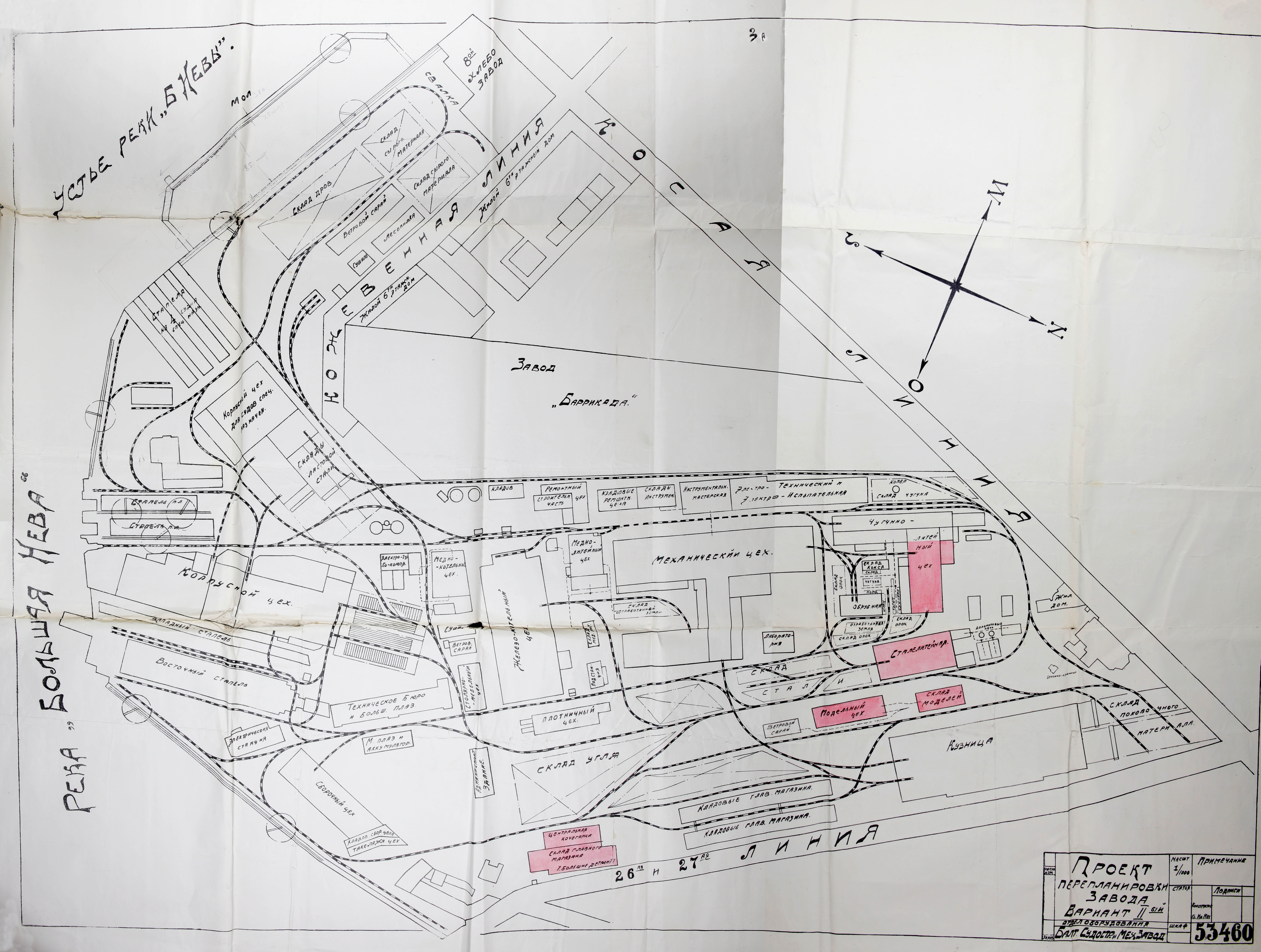
Схема перепланировки территории завода на 1928 год, обозначены все железнодорожные пути

На 1921 год через паром на завод ввозились уголь и нефть; также через железнодорожный паром Балтийского завода топливо поставлялось на завод ДЮМО, занимавший соседнюю территорию. В том же году было начато проектирование ответвления трамвайной сети на Косую линию с обустройством съездов на территории заводов, в том числе Балтийского. Линию планировалось соединить с заводской сетью, таким образом распространив её на все предприятия этой части Васильевского острова. При этом узкоколейные пути Газового завода Общества столичного освещения предполагалось сохранить с устройством перегрузочной. В октябре того же года была начата укладка однопутной линии длиной в 1,5 версты, законченная к 10 ноября. Стоимость строительства составила 209 368 925 рублей.
23 января 1923 года в 14 часов произошла крупная авария — при подаче состава из четырёх гружёных дровами вагонов с парома на пристань завода при высоком уровне воды в Неве оборвались стальные тросы, крепившие паром к пристани, и тот отошёл от неё и накренился. Вследствие этого два вагона сорвались в воду, получив серьёзные повреждения, и один повис на краю парома. Плавучий кран грузоподъёмностью 200 тонн, необходимый для подъёма вагонов, был занят на других работах, в связи с чем паромная переправа простаивала до 1 февраля. В целом начало 1923 года выдалось тяжёлым для переправы, которая по разным техническим причинам простаивала половину рабочих дней. Большая часть поломок была связана с тем, что если в дореволюционное время между Гутуевским островом и заводом ледоколами поддерживалась майна, то после революции эта практика прекратилась, и паром испытывал трудности в прохождении через тяжёлые льды.
На 1923—1924 годы в железнодорожном хозяйстве завода имелись три маневровых танк-паровоза с номерами с 1 по 3, причём паровоз № 2 был отставлен от работ, так как требовал переделки тележки. Паровоз № 1 был выпущен в 1909 году на Коломенском заводе, № 2 — там же, в 1910 году, а № 3 — в 1910 году на заводе Артура Коппеля. Паровоз № 1 имел мощность 120 лошадиных сил, № 2 и № 3 — 90 лошадиных сил. Также для проведения работ имелись три самоходных паровых железнодорожных крана грузоподъёмностью 6 тонн, причём кран № 2 часть отчётного периода проработал на заводе имени Марти и требовал переделки тележки. Все три крана были произведены в 1910 году. Паровозы использовали в качестве топлива только каменный уголь, краны же были переоборудованы для использования в том числе и жидкого топлива.
Паром-ледокол в 1920-х годах использовался не только для сообщения завода со станцией Новый Порт, но также и для сообщения с территорией завода Марти на Галерном острове, где было уложено до 2 вёрст путей, всего в этот период через паром во всех направлениях был перевезен 691 вагон, из которых только 288 было загружено заводскими грузами, остальные же перевозили грузы для предприятий, соседствовавших с Балтийским заводом. Подобный транспорт позволял получить доступ к железнодорожной сети страны без необходимости в перевалке, потому был более удобен, чем перевозки гужевым транспортом. При этом загрузка парома за отчётный период 1923—1924 годов составила только 25 %, но даже так стоимость перевозки была вдвое ниже, чем гужевым транспортом, и составляла 49 рублей на вагон против более чем 100 рублей на вагон.
В 1924 году Балтийский завод получил заказ на изготовление кузова и сборку из узлов, произведённых Путиловским заводом, первого советского тепловоза ЯГ. Выбран он был ещё и потому, что на тепловоз в качестве силовой установки предполагалось установить двигатель от подводной лодки «Дельфин», хранившейся на заводе и планируемой к утилизации. 5 июня кузов тепловоза был установлен на тележки, а 5 августа на главном пути завода при большом скоплении людей произошла обкатка локомотива. В дальнейшем он до 4 ноября находился на заводских путях, после чего его переправили на Гутуевский остров. Вдобавок на территории завода хранилось некоторое количество паровозов и тендеров, принадлежавших Октябрьской железной дороге и находившихся на заводе для ремонта. Они загромождали заводские площади и мешали работам по постройке судов, поэтому в 1925 году были вывезены. На конец мая было вывезено 3 готовых паровоза и 13 котлов, на остальное был запрошен кредит.
В 1927—1928 годах на заводе в рамках проводившихся работ по капитальному строительству были установлены вагонные весы и капитально отремонтированы силами самого завода несколько участков пути. В 1928 году у железной дороги появилось пересечение с трамвайными путями на Косой линии.
На 1933 год железная дорога подчинялась транспортному отделу завода, включавшему в себя, помимо железной дороги с паромом, также автомобильный гараж. Железнодорожное хозяйство имело, кроме паровозов, несколько паровых железнодорожных кранов. При этом машинисты на заводе подразделялись на два разряда: имеющих право выезда на железнодорожные пути станций Народного комиссариата путей сообщения (1 разряд) и не имеющих такового (2 разряд). Для обеспечения работы в штате имелись сцепщики (аналогично машинистам разделённые на 2 разряда) и стрелочники.

Железнодорожный паром Балтийского завода на аэрофотосъёмке Люфтваффе
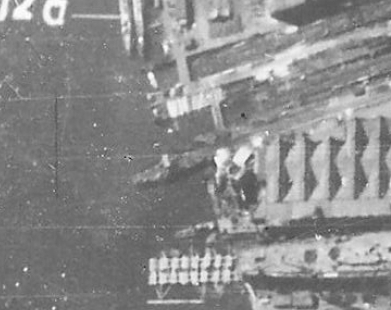
26 июня 1941 года
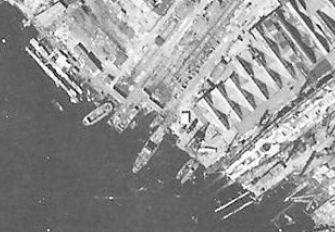
1 июня 1942 года

4 мая 1947 года на малом стапеле завода паром-ледокол был переведён на полностью дизельную тягу: судно получило наименование ПЛ-1. Сделано это было потому, что рейс парома с паровым двигателем в сложной ледовой обстановке мог занимать до 15 часов. В 1972 году старый паром был заменён новой моделью ПЛ-2, собранной здесь же, на Балтийском заводе.

### В России
В 1996 году железнодорожное хозяйство с 60 работниками (в числе которых было 8 диспетчеров и 8 локомотивных бригад) было признано непрофильным активом, поэтому завод отдал его в аренду ООО «Терминал-Сервис», занимавшемуся перевалкой мазута. При этом завод продолжал обслуживать пути: например, с 2005 по 2015 год на эти цели был выделен 31 миллион рублей.
В 2012—2014 годах все локомотивы Балтийского завода прошли капитальный ремонт, срок их эксплуатации был продлён. К 2015 году количество обработанных грузов выросло до 5000 вагонов в год. В августе 2015 года аренда прекратилась по инициативе завода, годовой объём грузов упал до 240 вагонов, а в штате осталось 13 человек.

## Описание
На декабрь 2016 года общая длина действующих путей сети — 6355 метров, из которых 4891 метр находится на территории завода на Васильевском острове, а 1374 метра приходятся на подъездной путь к станции Новый Порт на Гутуевском, имеющий во внутренних документах номер 7 или именуемый «Таможенный ходовой». Вдобавок до сих пор сохраняется некоторое количество отрезанных и неиспользуемых путей. Главный заводской путь идёт от пристани парома на южном краю территории и далее через Косую линию, где имеет глухое пересечение с трамвайными путями. За Косой линией расположен цех обработки корабельных гребных винтов. Вследствие плотного расположения цехов большинство кривых имеют малый радиус, вплоть до 40 метров.

Путевое хозяйство
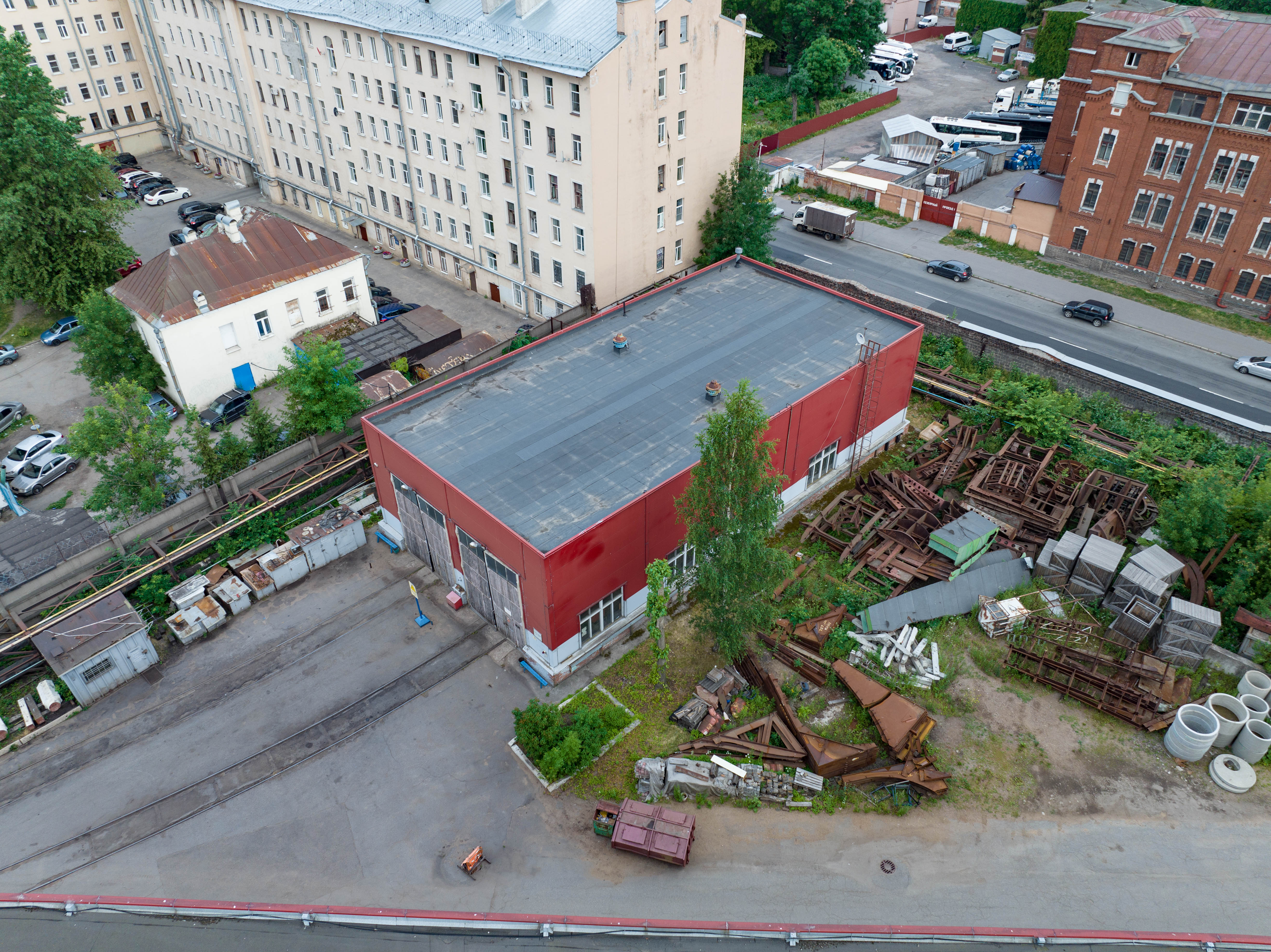
Здание заводского депо
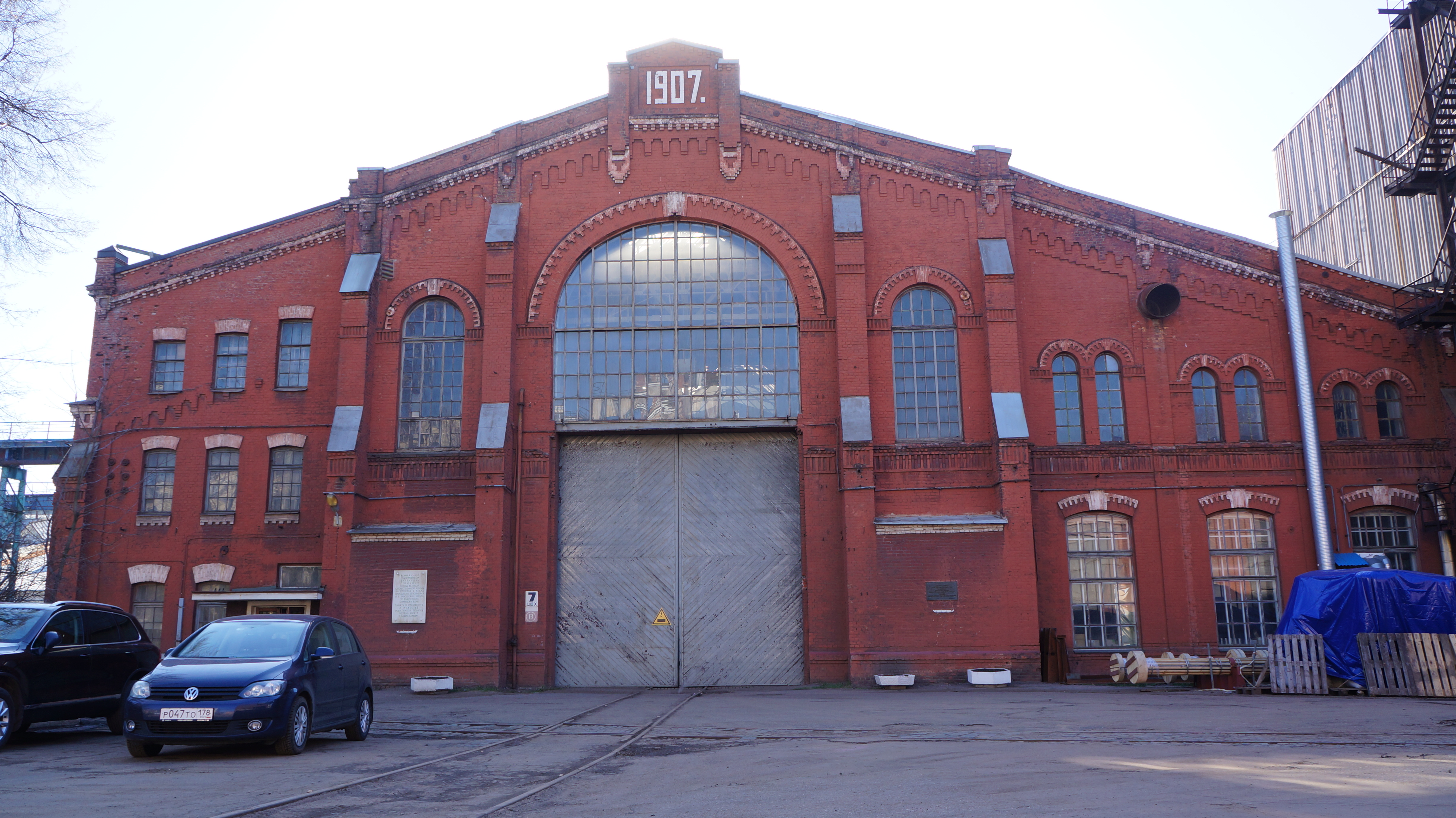
Железнодорожный путь в механический цех завода
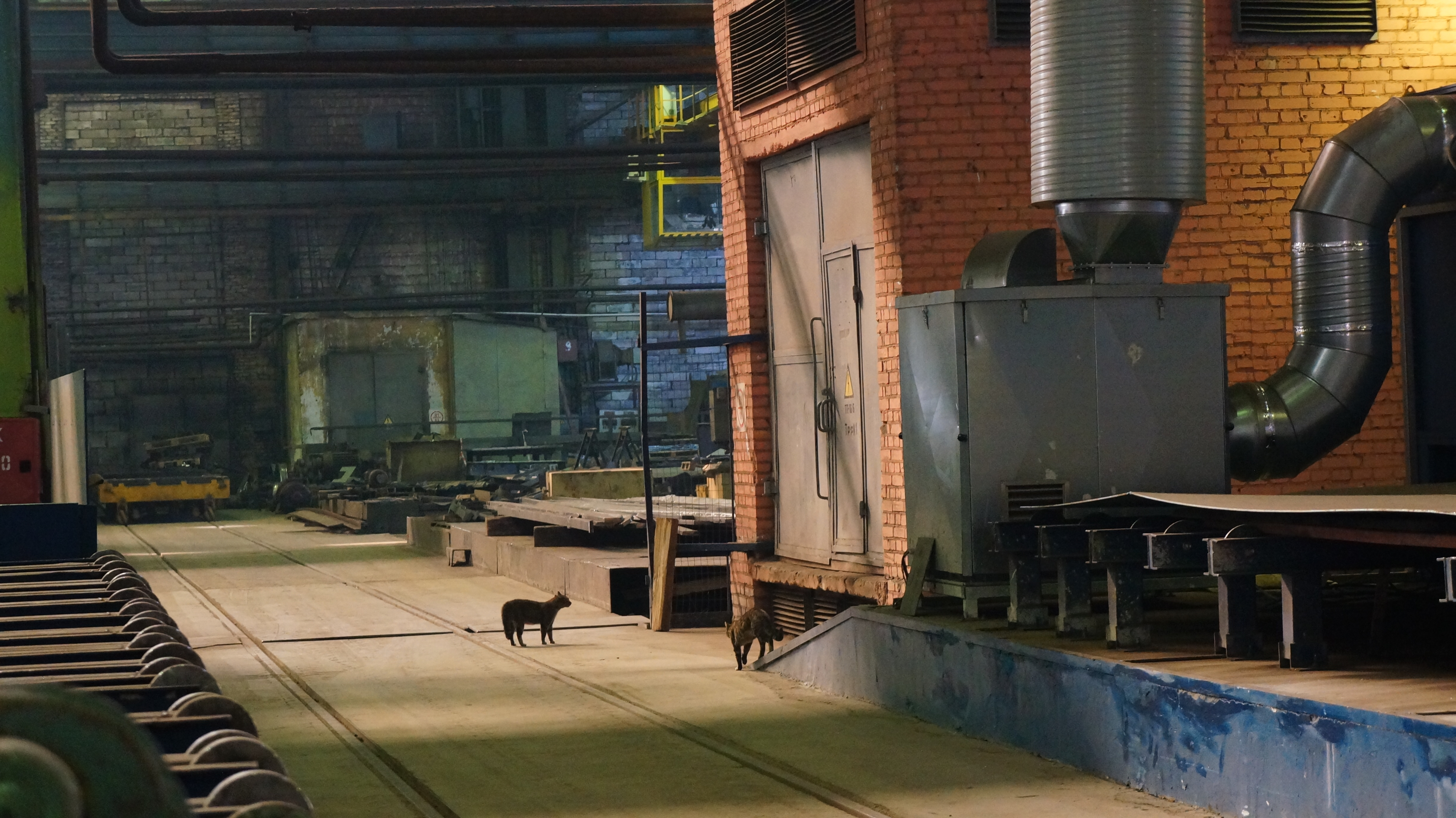
Железнодорожный путь в цеху
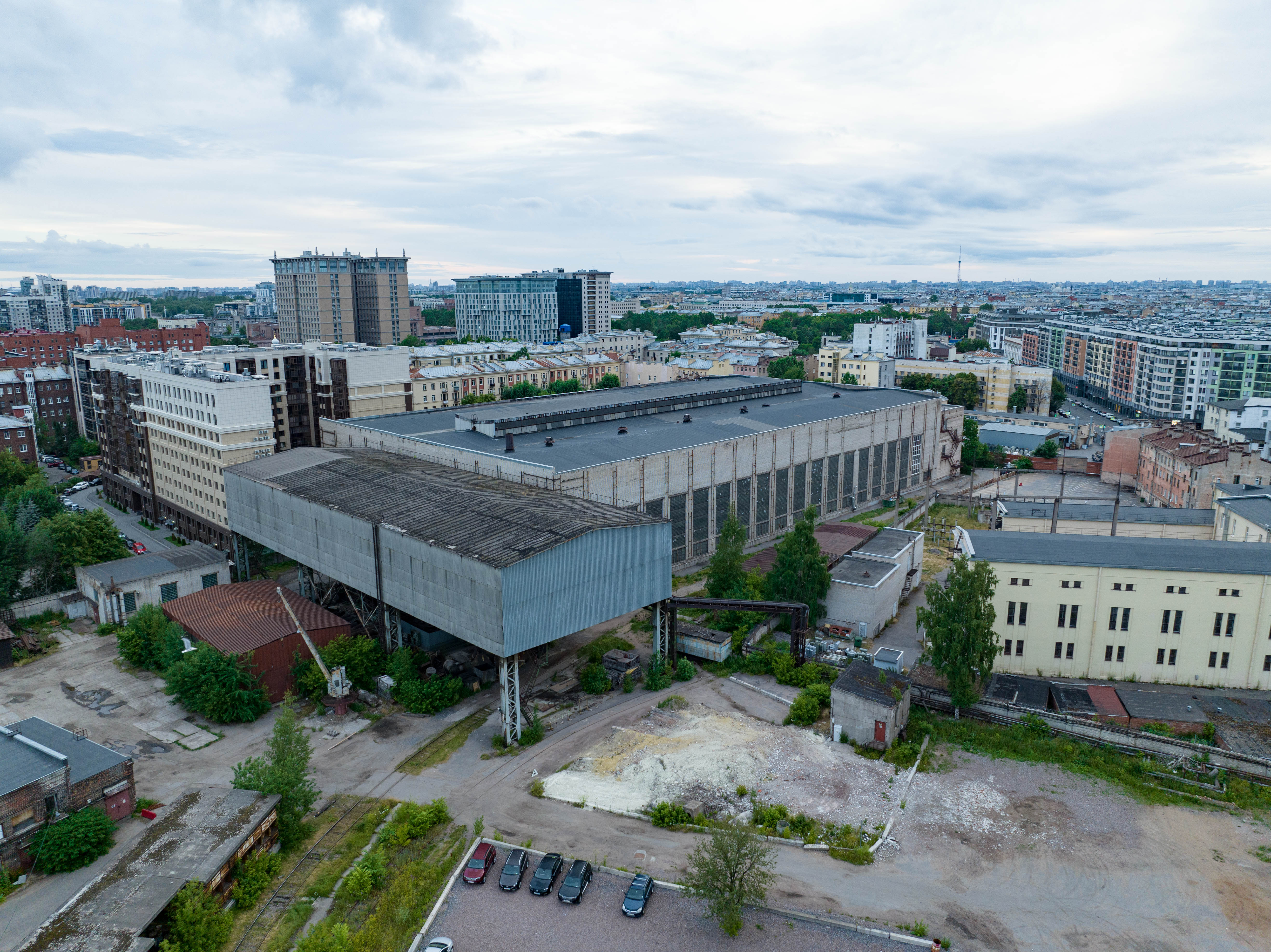
Цех обработки винтов

К железнодорожному хозяйству также относятся две постройки: ангар для отстоя подвижного состава в западной части завода с помещениями для отдыха и депо с ремонтными мастерскими за Косой линией, возле цеха обработки винтов.
Железнодорожная сеть считается полуизолированной: большая её часть соединена с «большой землёй» только посредством паромной переправы. Также имеется «связь» через трамвайные пути на Косой линии, но съездов между железнодорожными и трамвайными путями нет. В 2020-е годы на переправе продолжает работать паром-ледокол ПЛ-2 (номер IMO 8982759), построенный в 1972 году на само́м заводе. Судно длиной 57 м, шириной 13 м и водоизмещением 1850 т имеет грузоподъёмность 252 тонны, что составляет 3 гружёных вагона.

Переезд через Косую линию
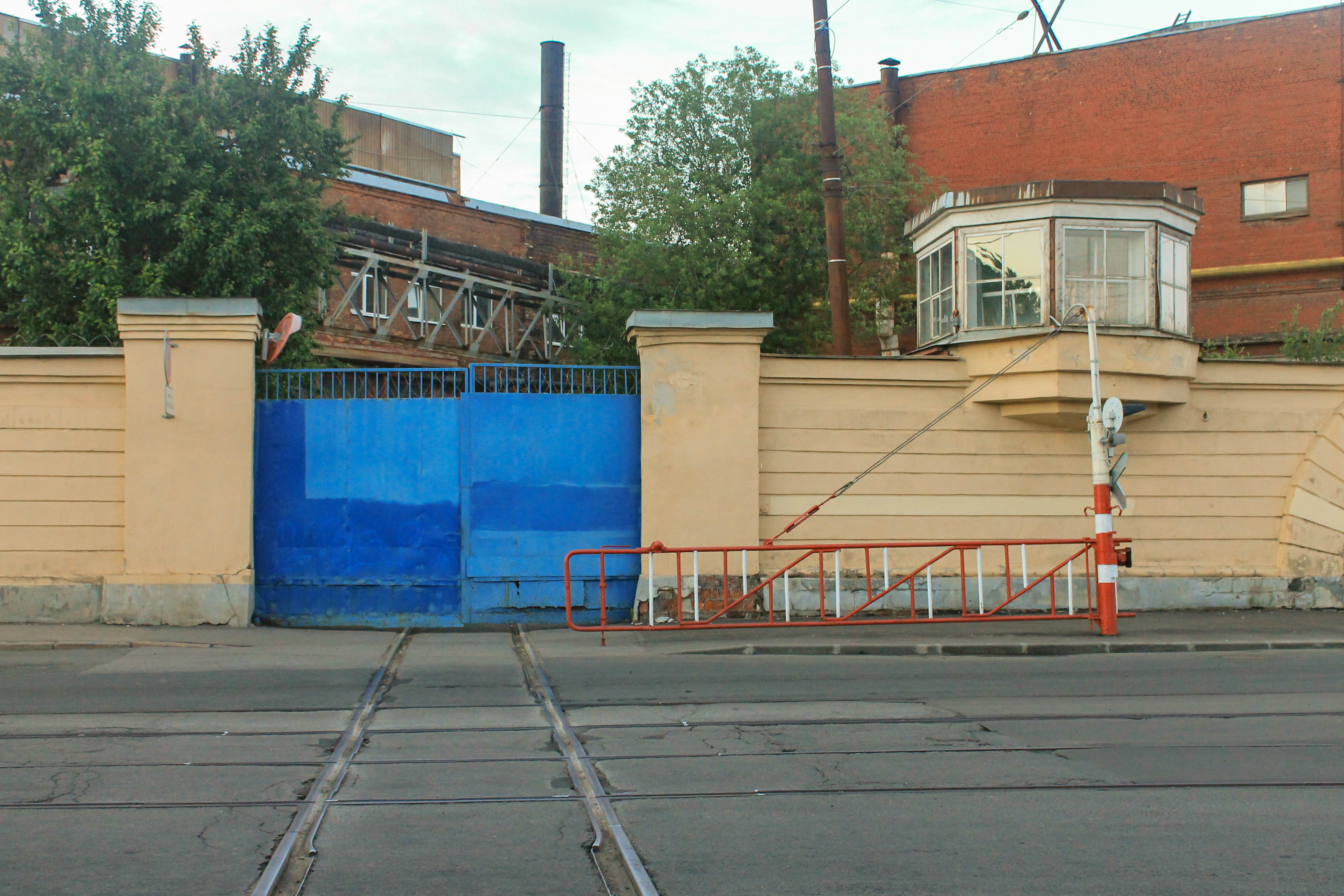
Ворота и пост смотрителя переезда со стороны основной территории
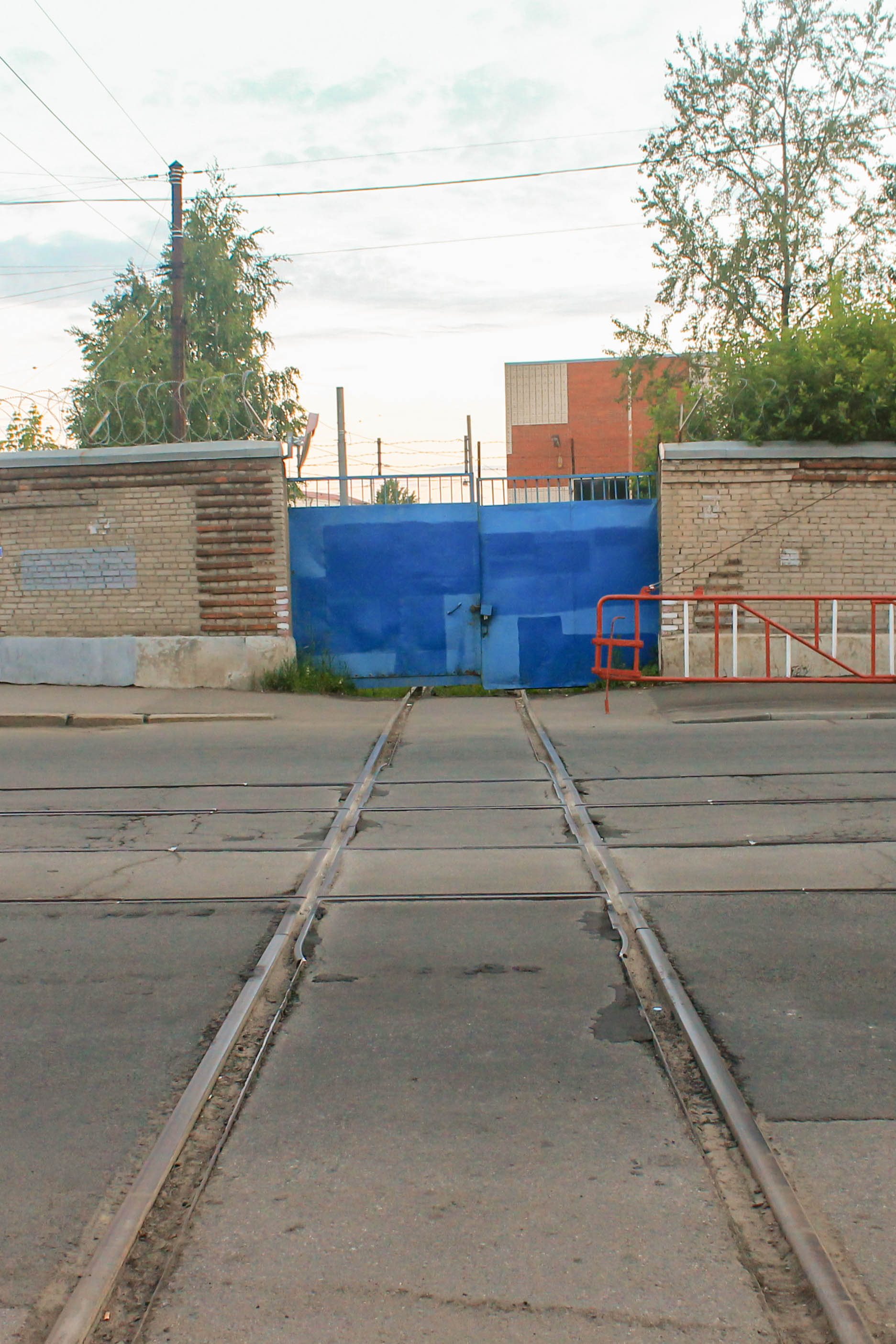
Ворота со стороны цеха гребных винтов
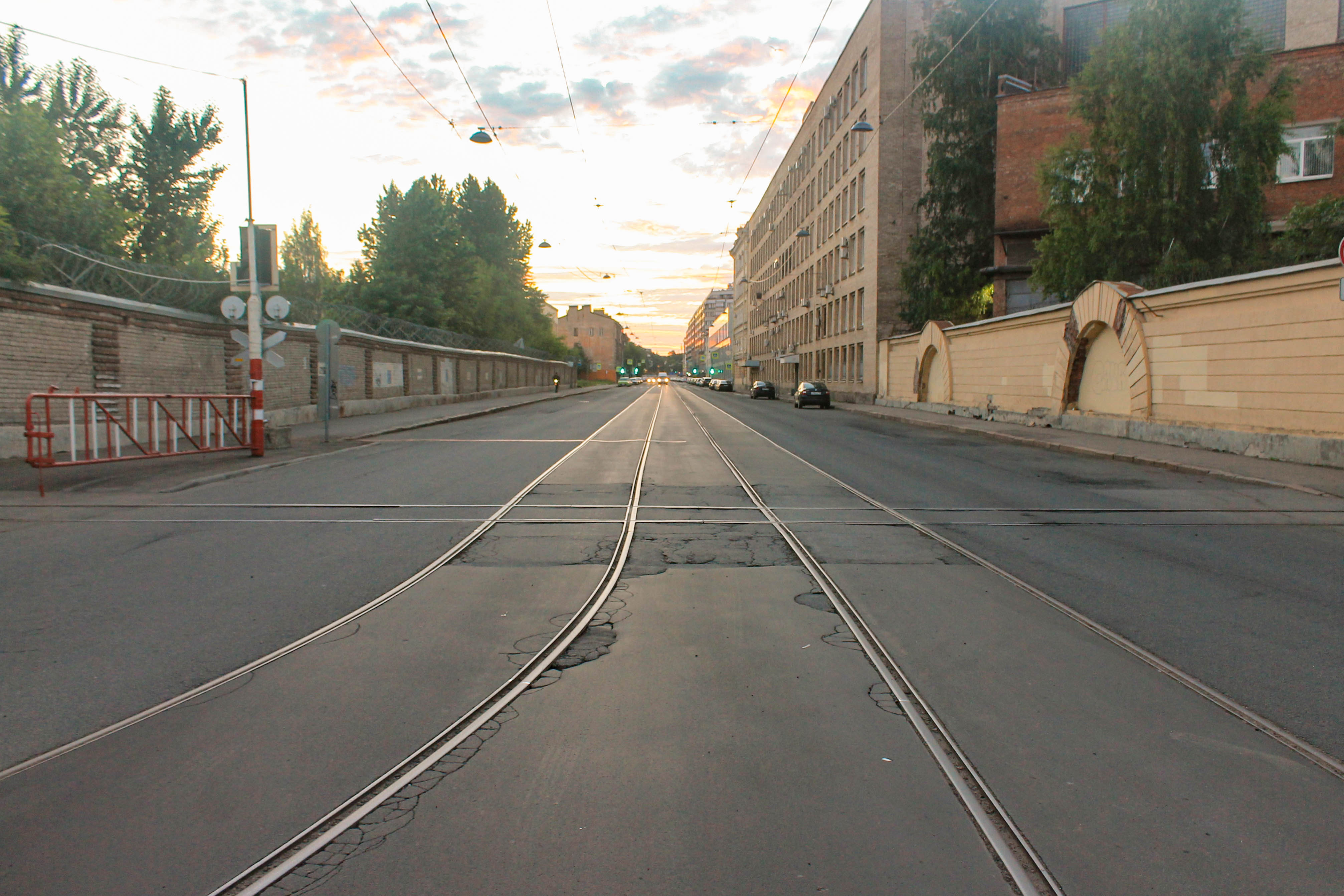
Вид на трамвайную линию

### Подвижной состав
Балтийскому заводу принадлежит 3 локомотива ТГМ-23 с номерами 2288, 2514 и 3021. Один из них произведён в 1983 году, два — в 1990, при этом локомотивы регулярно обслуживаются и проходят капитальный ремонт. Также имеются железнодорожный кран КДЭ-163, произведённый в 1971 году, и мотовоз-снегоочиститель, выпущенный в 1946 году. Происхождение последнего неизвестно, возможно, он был произведён здесь же, на Балтийском заводе.